# Кам'яна (Новосондецький повіт)
Кам'яна (пол. Kamianna) — лемківське село на Закерзонні, у Польщі, у гміні Лабова Новосондецького повіту Малопольського воєводства.
Населення — 223 особи (2011).

## Історія
З XVI ст. до 1781 року село належало до маєтностей краківських єпископів, далі — австрійського цісаря.
З листопада 1918 по січень 1920 село входило до складу Лемківської Республіки.
До середини XX ст. в регіоні переважало лемківсько-українське населення. У 1939 році з 450 жителів села — усі 450 українці.
Після Другої світової війни Лемківщина, попри сподівання лемків на входження в УРСР, була віддана Польщі, а корінне українське населення примусово-добровільно вивозилося в СРСР. Згодом, у період між 1945 і 1947 роками, у цьому районі тривала боротьба між підрозділами УПА та радянським військами. Ті, хто вижив, 1947 року під час Операції Вісла були ув'язнені в концтаборі Явожно або депортовані на понімецькі землі Польщі, натомість заселено поляків.
У 1975—1998 роках село належало до Новосондецького воєводства.

## Демографія
Демографічна структура станом на 31 березня 2011 року:
|          | Загалом | Допрацездатний вік | Працездатний вік | Постпрацездатний вік |
| -------- | ------- | ------------------ | ---------------- | -------------------- |
| Чоловіки | 118     | 27                 | 83               | 8                    |
| Жінки    | 105     | 24                 | 63               | 18                   |
| Разом    | 223     | 51                 | 146              | 26                   |

## Пам'ятки
У селі є давня дерев'яна греко-католицька церква святих Кузьми і Дем'яна 1892 року, після 1947 року перетворена на костел. Також давня дерев'яна греко-католицька церква святої Параскеви 1805 року перевезена в 1949 році до Буковця (ґміна Коженна), де переобладнана на костел.

## Цікавинки
- Анатолій Ядловський написав «Історію села Кам'яна»[5].